# Lethades schmiedeknechti
Lethades schmiedeknechti är en stekelart som beskrevs av Hinz 1996. Lethades schmiedeknechti ingår i släktet Lethades och familjen brokparasitsteklar. Inga underarter finns listade i Catalogue of Life.